# Ким Вонджин
Ким Вонджин (кор. 김원진, род. 1 мая 1992, Республика Корея) — южнокорейский дзюдоист, призёр чемпионатов мира, Азии и Азиатских игр.

## Биография
Родился в 1992 году. В 2011 году завоевал золотую медаль Универсиады. В 2013 году стал бронзовым призёром чемпионата мира, серебряным призёром чемпионата Азии, и завоевал бронзовую медаль Универсиады. В 2014 году стал бронзовым призёром Азиатских игр. В 2015 году завоевал золотую медаль Универсиады.